# Oskar Wahlström
Oskar Wahlström, född 16 augusti 1976 i Bie, är en svensk tidigare fotbollsmålvakt.

## Karriär
Wahlström köptes in till Djurgårdens IF från Västerås SK inför säsongen 2004. Därefter har han varit reservmålvakt bakom Andreas Isaksson till och med sommaren 2004, och bakom Pa Dembo Touray därefter. Under säsongerna 2004–2006 blev det speltid i sju allsvenska matcher. Säsongen 2005 tog laget cupguld då Wahlström spelade 5 av 6 matcher, inklusive finalen mot Åtvidabergs FF. Efter säsongen 2008 flyttade Wahlström hem till Västerås då kontraktet med Djurgården löpte ut, men några dagar före julafton skrev han kontrakt med Djurgården för säsongen 2009 vilket blev hans sjätte säsong i klubben som reservmålvakt. Strax före Lucia 2009 meddelades det att Wahlström har spelat färdigt i Djurgården och lämnar klubben. I samband med det berättade han att han tycker att det gnälls för mycket i Allsvenskan, samtidigt som han erkände att man inte alltid vet vad som ligger bakom.
Säsongen 2010 hade Wahlström rollen som assisterande tränare i Västerås SK samtidigt som han var reservmålvakt.

## Meriter
- Mästare, Svenska Cupen 2004, 2005

## Seriematcher / eventuella mål
- 2010: –
- 2009: 6
- 2008: 8
- 2007: 0
- 2006: 2
- 2005: 0
- 2004: 5
- 2003: 28
- 2002: 9
- 2001: 23
- 2000: ?

## Cupmatcher / eventuella mål
- 2009: 1
- 2008: 0 (Pa Dembo Touray stod i de två matcherna.)
- 2007: 2 (laget utslaget tidigt - mot Gefle på straffar)
- 2006: 1 (laget utslaget hyfsat sent - mot IF Elfsborg i förlängning)
- 2005: 5 (laget vann cupen)
- 2004: 3 (laget vann cupen)

## Klubbar
- Västerås SK (2010-
- Djurgårdens IF (2004–2009)
- Västerås SK (2000–2003)
- Katrineholms SK (–1999)
- Bie GoIF (moderklubb)